# Frédéric Sallée
Frédéric Sallée, né le 31 août 1983, est un historien français, spécialiste de l'histoire du nazisme et de la Shoah. Ses travaux portent également sur les relations internationales des années 1930, l'histoire du voyage et l'histoire des génocides.

## Biographie
Professeur agrégé d'histoire et docteur en histoire contemporaine de l'université Grenoble-Alpes, Frédéric Sallée obtient l'agrégation en 2008 et soutient sa thèse de doctorat en 2014, validée avec mention très honorable avec les félicitations du jury.
Ses travaux portent sur l'histoire des représentations de l'Allemagne nazie à l'étranger, notamment par le biais des voyageurs et des circulations transfrontalières. Sa thèse fut réalisée sous la direction de Bernard Bruneteau, historien français spécialiste du totalitarisme. Une version remaniée est publiée en 2017 chez Fayard sous le titre Sur les chemins de terre brune et est favorablement accueillie par la presse, ainsi que par les milieux universitaires.
Ancien membre de l'école doctorale Sciences de l'Homme, du Politique et du Territoire de Sciences Po Grenoble, il est désormais membre associé au laboratoire LUHCIE de l'université Grenoble-Alpes.
Depuis 2009, il intervient fréquemment au mémorial de la Shoah, aux côtés d'Annette Wieviorka et Nicolas Patin.
Depuis 2018, il intervient dans des publications telles que Libération, Le HuffPost,, Le Nouveau Magazine littéraire,ainsi que sur France Inter ou France Culture.
Depuis 2020, il est membre du jury au concours d'entrée de l'ENS.

## Recherches

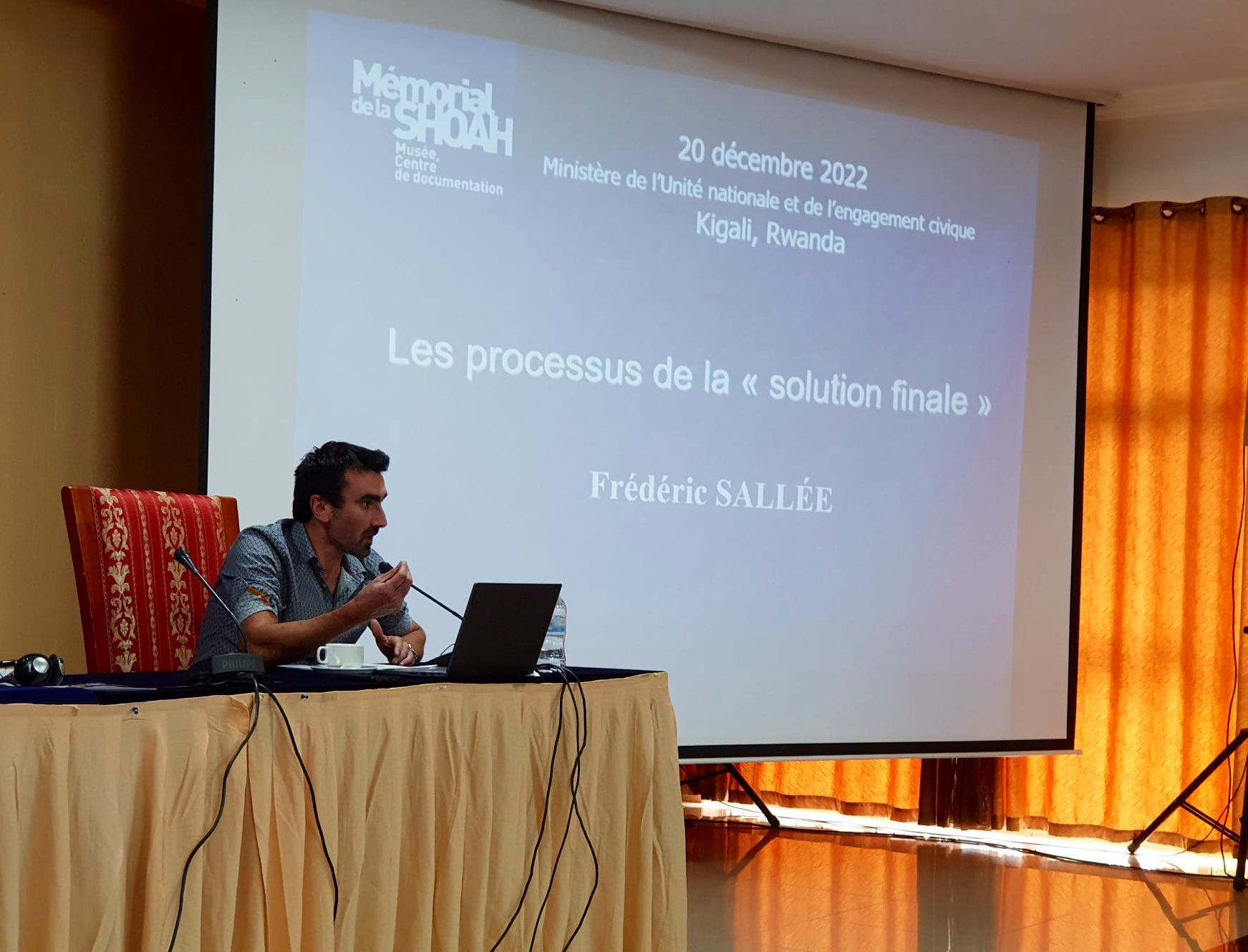
Conférence de Frédéric Sallée au ministère de l'Unité nationale, Kigali (Rwanda), 2022.

En 2018, une querelle historiographique l'oppose à Johann Chapoutot, spécialiste de l'histoire culturelle du nazisme, sur les liens entre la genèse intellectuelle du nazisme et l'Occident libéral. Chapoutot affirme dans une interview que « les nazis n’ont rien inventé. Ils ont puisé dans la culture dominante de l’Occident libéral ». Frédéric Sallée, avec les historiens Tal Bruttmann et Christophe Tarricone, répond que si certains éléments idéologiques constitutifs du nazisme tels que l’eugénisme, le racisme, l’antisémitisme, le darwinisme social ou le militarisme sont alors largement répandus dans les sociétés européennes et américaines, ni l’eugénisme ni l’antisémitisme n’ont été érigés en politiques d’État par la République française ou le Royaume-Uni à la même époque. Ils rappellent que pendant que l’Allemagne promulgue des lois antisémites, la République française promulgue en avril 1939 les décrets-lois Marchandeau poursuivant le racisme et l’antisémitisme diffusés par voie de presse. Il considère aussi comme critiquable d'affirmer que les démocraties occidentales se seraient montrées complaisantes à l’égard du nazisme et que cette complaisance s’expliquerait par une communauté d’idées, voire de valeurs, entre des régimes définis par le libéralisme politique et un régime qui le rejette viscéralement. Ils jugent encore comme relevant d'un raccourci discutable l'idée que le « capitalisme » aurait mené Hitler au pouvoir, s'appuyant sur les travaux d’Henry Turner qui ont démontré que l’essentiel du financement du NSDAP des débuts s'était fait par la base militante, sous forme de cotisations et dons. Ils ajoutent que l’épine dorsale du parti est foncièrement anticapitaliste jusqu'à la Nuit des Longs Couteaux en 1934 et qu'elle a d'abord effrayé les milieux conservateurs auxquels appartient l’essentiel du grand patronat. Pour eux, si les milieux financiers et d’affaires se sont arrangés du nazisme et ont très largement su en tirer profit, ils l'ont fait à l’instar de pans entiers de la société allemande, depuis les milieux académiques, en passant par les classes moyennes et les milieux populaires.

## Engagements
Dans l'émission On n'est pas couché du 7 mars 2018, le philosophe Bernard-Henri Lévy reprend les travaux de Frédéric Sallée afin de légitimer un lien entre l'Iran et l'Allemagne nazie. Défendant une déformation des propos de sa thèse, Frédéric Sallée lui répond dans une tribune dans Libération.
En décembre 2018, à Minsk, Frédéric Sallée est invité sur la chaîne de télévision d'Etat Belarus 1. Il s'oppose en direct à la politique de mémorialisation pro-russe du site d'extermination de Maly Trostenets menée par le dictateur Alexandre Loukachenko. Sa prise de position fut saluée par l'ambassadeur de France en Biélorussie, Didier Canesse, dans un contexte diplomatique tendu depuis juin 1998 et l'affaire de l'expulsion des diplomates du sol biélorusse[réf. nécessaire].
A l'occasion du 75ème anniversaire de la libération des camps en janvier 2020, il révèle et démonte le mensonge diffusé par Isabelle Balkany sur le parcours de Gyula Balkany, père de Patrick Balkany, sauveteur supposé de Simone Veil lors de son évacuation d'Auschwitz. Dans la foulée, Isabelle Balkany s'excusera en demandant « pardon » à Simone Veil et à sa famille.
En juin 2021, il soutient la publication du livre Historiciser le mal: une édition critique de Mein Kampf dans les colonnes du journal Le Monde et sur BFM TV.
En mars 2022, il est l'un des 30 historiens, aux côtés de Serge et Beate Klarsfeld, signataires d'une tribune dans Le Monde dénonçant l'octroi de fonds publics à l'hebdomadaire d'extrême-droite Rivarol. Ce dernier cessera de paraître dès le mois d'août 2022.

## Publications

### Ouvrages
- Sur les chemins de terre brune. Voyages dans l'Allemagne nazie (1933-1939)[21],[22],[23], Paris, Fayard, 2017.

- Anatomie du nazisme[24],[25], Paris, Le Cavalier Bleu, 2018, réédité format poche 2022.
- La Mécanique de l'histoire[26],[27], Paris, Le Cavalier Bleu, 2019, réédité format poche 2023.
- Figures de l'historien, Paris, Le Cavalier Bleu, 2024.

### Direction d'ouvrages collectifs
- Voyager dans les États autoritaires et totalitaires de l'entre-deux-guerres. Perceptions et confrontations aux régimes (ouvrage collectif - actes de colloque)[28],[29], Chambéry, LLSETI, 2017 (avec Olivier Dard, Emmanuel Mattiato et Christophe Poupault).
- Géraud Jouve, Mon séjour chez les nazis, Paris, Nouveau Monde Éditions, 2023 (introduction avec Nicolas Patin, préface d'Olivier Wieviorka).

### Participation à des ouvrages collectifs
- Confrontations au national-socialisme en Europe francophone et germanophone (1919–1949) / Auseinandersetzungen mit dem Nationalsozialismus im deutsch- und französischsprachigen Europa (1919–1949), Bruxelles, Convergences, 2017 (Olivier Dard, Michel Grunewald, Uwe Puschner (dir.)).
- Les sociétés africaines et le monde : une histoire connectée (1900-1980), Paris, Ellipses, 2022 (Yannick Clavé (dir.)).
- Les mondialisations des années 1880 aux années 1930, Paris, Atlande, 2023 (Clément Fabre (dir.)).

### Comités de rédaction
- Depuis 2016: Membre du comité de rédaction de la revue internationale Viaggiatori.

## Distinctions
- Finaliste du prix du Sénat du livre d'histoire 2018 pour Sur les chemins de terre brune.
- Finaliste du prix de la Fondation de France 2018 pour Sur les chemins de terre brune.